# Paraleptophlebia debilis
Paraleptophlebia debilis är en dagsländeart som först beskrevs av Walker 1853.  Paraleptophlebia debilis ingår i släktet Paraleptophlebia och familjen starrdagsländor. Inga underarter finns listade i Catalogue of Life.